# Cloudflare

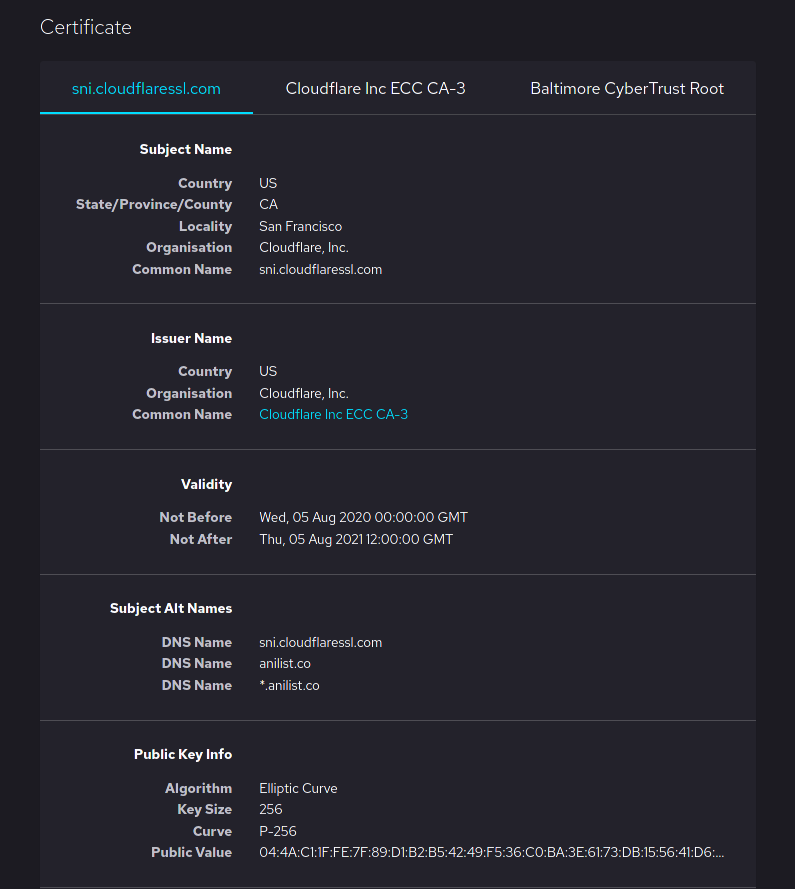

클라우드플레어(영어: Cloudflare, Inc.)는 CDN 서비스, 사이버 보안, DDoS 완화, 광역 네트워크 서비스, 리버스 프록시, 도메인 이름 서비스, ICANN 인증 도메인 등록 및 기타 서비스를 제공하는 미국의 회사다.
클라우드플레어는 방문자와 사이트 운영자 사이에서 콘텐츠 배달 네트워크, 인터넷 보안 서비스, 분산 도메인 이름 서버 서비스를 제공하는 미국 기업으로, 웹 사이트에 대한 역방향 프록시 역할을 수행한다. Cloudflare의 본사는 캘리포니아 샌프란시스코에 있으며 추가로 런던, 싱가포르, 섐페인, 오스틴, 보스턴, 워싱턴 D.C.등 에 지사가 있다.

## 회사의 설립
하니팟 프로젝트의 출신이었던 매튜 프린스, 리 할로웨이 와 미셀 자트린이 하버드 경영 대학원의 프로젝트로 이 회사를 만들면서 시작됐다. 이후, 그들은 졸업을 한 뒤 직접 차를 몰아 회사설립을 위한 투자자들을 찾아 다녔다.
이들은 많은 벤처 투자 기업들의 주목을 받으며 2,000만 달러가 넘는 투자를 유치했다. 그리고, 2010년 뉴 엔터프라이즈 어소시에이츠(New Enterprise Associates), 펠리온 벤처 파트너스(Pelion Venture Partners), 벤록(Venrock)이 투자한 2,210만 달러를 자본금으로 지금의 회사를 설립했다.
2014년 2월 16일에 클라우드플레어는 프랑스 웹 사이트를 대상으로 한 디도스 공격을 방어하였다. 디도스 공격의 크기는 약 400Gbps로 이전의 다른 디도스 공격보다 훨씬 컸다고 발표했다.
2019년 7월 소프트웨어 오류로 인해 클라우드플레어를 이용하던 모든 서비스들이 30분간 접속문제를 겪는 일이 발생했었다. 기간상으로는 일시적인 장애였지만 클라우드플레어의 업계 점유율이 높았었던 만큼 다수의 유명 웹 기반 서비스들이 이 영향을 받아 전세계적으로 이슈가 되었다.

### 보안 문제
클라우드플레어는 2012년 보안 문제를 경험했는데 클라우드플레어 CEO의 Gmail 계정을 해킹하여 고객 계정들에 대한 접근을 허용했다.
2016년 9월부터 2017년 2월까지 주된 클라우드플레어의 버그로 인해 민감한 데이터가 유출되었는데, 여기에는 고객 웹사이트의 암호 및 인증 토큰을 포함하며, 웹 요청에 대한 응답으로 추가 데이터를 보내는 방식으로 이루어졌다. 버퍼 오버플로를 통해 유출이 발생하였으며, 클라우드플레어의 분석에 따르면 3,300,000개의 HTTP 요청마다 약 1건씩 발생하였다.

### 투자 라운드
- 2009년 11월, 클라우드플레어는 Pelion Venture Partners 및 Venrock의 시리즈 A 라운드에서 210만 달러를 유치함
- 2011년 7월, 클라우드플레어는 New Enterprise Associates, Pelion Venture Partners, Venrock의 시리즈 B 라운드에서 2,000만 달러를 유치함
- 2012년 12월, 클라우드플레어는 New Enterprise Associates, Pelion Venture Partners, Venrock, Union Square Ventures, Greenspring Associates의 시리즈 C 라운드에서 5,000만 달러를 유치함
- 2014년 12월, 클라우드플레어는 Google Capital, Microsoft, Qualcomm, Baidu가 참여하고 Fidelity Investments가 주도한 시리즈 D 라운드에서 1억 1,000만 달러를 유치함[11]

### 인수 합병
2014년 6월, 클라우드플레어는 Ryan Lackey가 설립한 CryptoSeal을 인수하면서 웹 사용자 보안 서비스가 확장될 것이라고 발표했다. 2014년 2월에는 맬웨어 감지, 자동 맬웨어 삭제, 평판 및 블랙리스트 모니터링을 제공하는 StopTheHacker를 인수했다. 2016년 12월, 클라우드플레어는 클라우드플레어를 실행하는 사이트에 타사 앱을 끌어다 놓기로 설치할 수 있도록 클라우드플레어의 앱 플랫폼을 업그레이드하기 위해 Eager를 인수했다.

### 뉴욕증시 상장
2019년 9월 13일 뉴욕증권거래소에 상장되었다. IPO 가격은 주당10~12달러 선에서 논의되다가 최종 15달러로 결정되었다. 총 3,500만 주를 팔았으며, 총 모금액은 5억5500만 달러였다. 첫 거래일 종가는 20% 이상 상승한 주당 18달러였다. 이로써 기업 가치는 44억 달러(5조2135억원)로 평가되었다.

## 제품
클라우드플레어는 무료 서비스와 유료 서비스를 동시에 제공한다. 터키 정부, Starfor, 메탈리카등 미국 이외에 많은 고객이 있다.
클라우드플레어는 수정된 Nginx를 핵심 기술로 사용한다. 2013년 4월 기준, 한국을 포함한 23곳의 데이터 센터가 존재한다. 2019년 1분기 동안, 10개 도시에 데이터 센터를 새로 추가한 결과, 데이터 센터 설치 현황은 세계 75개국 이상에 175개에 달한다. 네트워크의 용량도 30Tbps로 늘렸다.
Always Online™: 서버가 오프라인이 된 상태일 때, 클라우드플레어는 기존의 캐시된 데이터를 제공하는 기능을 갖추고 있다. 캐시 주기는 Free는 일주일, Pro는 3일, Business와 Enterprise는 하루마다 캐시된다.

### DDoS 보호
모든 고객에게 클라우드플레어는 “I'm under attack” 모드를 제공한다.클라우드플레어는 이 설정을 통해 사용자가 웹 사이트에 액세스하기 전에 완료해야 하는 JavaScript 컴퓨팅 문제를 제시함으로써 향상된 계층 7 공격을 완화할 수 있다고 설명한다.
클라우드플레어는 300Gbit/s가 넘는 DDoS 공격으로부터 SpamHaus를 보호했다. 아카마이의 수석 설계자는 이 공격을 “인터넷 역사상 공개적으로 발표된 최대 규모의 DDoS 공격”이라고 언급했다. 또한 클라우드플레어는 최대 400Gbit/s가 넘는 NTP Reflection 공격을 흡수한 것으로 알려졌다."

### 웹 응용 프로그램 방화벽
클라우드플레어는 유료 요금제를 이용하는 고객에게 기본적으로 웹 응용 프로그램 방화벽 서비스를 제공한다. 방화벽은 OWASP ModSecurity 핵심 규칙 집합과 함께 클라우드플레어의 자체 규칙 집합 및 주요 웹 응용 프로그램의 규칙 집합을 사용한다.

### 도메인 네임 서버 (DNS)
클라우드플레어는 모든 고객에게 Anycast 네트워크에 의해 구동되는 도메인 네임 서버(DNS)를 무료로 제공한다. W3Cook에 따르면 Cloudflare의 DNS 서비스는 현재 관리되는 DNS 도메인의 35% 이상을 지원하고 있다고 한다. SolveDNS에서는 Cloudflare가 전 세계에서 가장 빠른 DNS 조회 속도를 꾸준히 유지하고 있으며, 2016년 4월에 확인된 조회 속도는 8.66ms로 나타났다고 밝혔다.

### 리버스 프록시
"클라우드플레어의 중요한 기능은 웹 트래픽에 대한 리버스 프록시 역할을 한다는 것이다.
클라우드플레어는 SPDY와 HTTP/2를 비롯한 새로운 웹 프로토콜을 지원하며, HTTP/2 서버 푸시, Websocket을 지원한다.

### CDN
클라우드플레어의 네트워크는 전 세계 모든 네트워크의 인터넷 익스체인지 포인트에 대한 가장 많은 연결을 보유하고 있다. 클라우드플레어는 CDN 역할을 수행하도록 엣지 위치로 콘텐츠를 캐시하며, 모든 요청은 클라우드플레어에서 직접 제공되는 캐시된 콘텐츠를 사용하여 클라우드플레어를 통해 역방향으로 프록시된다.

### R2
2021년 9월 27일 출시 한 온라인 스토리지 서비스로 아마존 웹 서비스가 제공하는 S3와의 호환성을 보장한다.

## 가치
클라우드플레어의 CEO인 Matthew Prince는 클라우드플레어의 가치관을 이렇게 이야기했다.
미국의 가장 위대한 점 가운데 하나는 모든 표현, 특히 정치적 표현이 존중받는다는 신념이다. 웹 사이트 역시 당연히 표현의 방식이다. 위험한 폭탄으로 취급되어서는 안 된다. 웹 사이트에서 만들어지는 긴박한 위험은 없으며, 어떤 공급자도 사이트에 포함될 수 있는 이론적으로 유해한 표현에 대해 모니터링하고 확인해야 할 확고한 의무를 갖지 않는다.
클라우드플레어는 사법당국에서 고객에 관한 데이터를 얼마나 자주 요청하는지 알리기 위해 연 2회씩 투명성 보고서를 게시한다."

## 고객
클라우드플레어는 600만개의 웹사이트에 DNS 서비스를 제공한다
2019년 9월 기준, IBM과 디스코드(Discord), 젠데스크(Zendesk) 등의 기업 고객을 포함한 상반기 유료 고객은 74,873명에 이른다. 《포춘》지 선정 1,000대 기업 중 약 10%가 클라우드플레어의 유료 고객이다.

### 고객사에 관련된 논란
2017년에는 네오 나치 웹사이트인 데일리 스토머(the Daily Stormer)가 클라우드플레어의 보안 서비스를 이용한다는 사실이 알려지며, 논란이 일었다. 해당 웹사이트는 2017년 8월 12일 미국 버지니아주 살러츠빌에서 일어난 백인 우월주위 시위와 연관이 있다.
극우 사이트 ‘에잇챈(8chan)’이 클라우드플레어의 네트워크를 사용해왔다. 2019년 뉴질랜드 크라이스트처치 모스크 총기 난사 사건과 2019년 미국 텍사스주 엘패소 총기 난사 사건의 범인들과 백인 우월주의자들이 해당 웹사이트를 즐겨 찾는다는 사실이 밝혀지자, 클라우드플레어는 해당 사이트의 보안 서비스 지원을 즉시 중단했다.

## 수상 목록
- 2015년 2월 제8회 연례 크런치 어워드(8th Annual Crunchies Awards)에서 TechCrunch의 "Best Enterprise Startup" 수상
- Wall Street Journal에 의해 2년 연속 "가장 혁신적인 네트워크 및 인터넷 기술 기업"으로 선정
- 2012년 세계 경제 포럼에서 "Technology Pioneer"으로 선정
- 2012년 Fast Company에서 선정한 세계 10대 주요 혁신 기업에 선정
- 2016년 클라우드플레어는 Forbes Cloud 100 리스트에서 11위에 선정[27]